# ميتسوؤو فوكودا
ميتسوؤو فوكودا (福田己津央 فوكودا ميتسوؤو, الكتابة الحقيقية لاسمه:福田満夫) هو مخرج أنمي ياباني ولد في 1960 في توتشيغي.

## زواجه
- تشياكي موروساوا

## أعماله في مجال الإخراج

### مسلسلات أنمي تلفزيونية
- فيوتشر GPX سايبر فورميولا
- جير فايتر دندو
- البدلة المتنقلة جاندام سيد
- البدلة المتنقلة جاندام سيد ديستني

## أعماله خارج مجال الإخراج
- جوسينشي جالكيفا (رسم لوحة القصة)
- كرش جير (رئيس إخراج 3D, رسم لوحة القصة)
- كروس أنج: رقصة الملاك و التنين (المنتج المبتكر)

## وصلات خارجية
- ميتسوؤو فوكودا على موقع IMDb (الإنجليزية)
- ميتسوؤو فوكودا على موقع أول موفي (الإنجليزية)
- ميتسوؤو فوكودا على موقع قاعدة بيانات الفيلم (الإنجليزية)
- ميتسوؤو فوكودا على موقع كينوبويسك (الروسية)